# Christi-Himmelfahrts-Kirche (Loznica)
Die Christi-Himmelfahrts-Kirche (serbisch: Crkva Vaznesenja Gospodnjeg, Црква Вазнесења Господњег), ist eine serbisch-orthodoxe Kirche, in der Stadt, Loznica, im Westen, Serbiens. 
Die in Bau befindliche Kirche ist der Christi Himmelfahrt geweiht. Die Kirche gehört zur Kirchengemeinde Novoloznička (Neu Loznica) und ist Sitz mehrerer Pfarreien im Dekanat Loznica der Eparchie Šabac der Serbisch-Orthodoxen Kirche und wird seit 130 Jahren die erste neugebaute Kirche Loznicas sein. 
Bisher gibt es für die orthodoxen Christen in Loznica die 1873 erbaute Mariä-Schutz-und-Fürbitte-Kirche im Südwesten der Stadt. Die Kirche ist von der Fläche her, die drittgrößte Kirche Serbiens.

## Lage

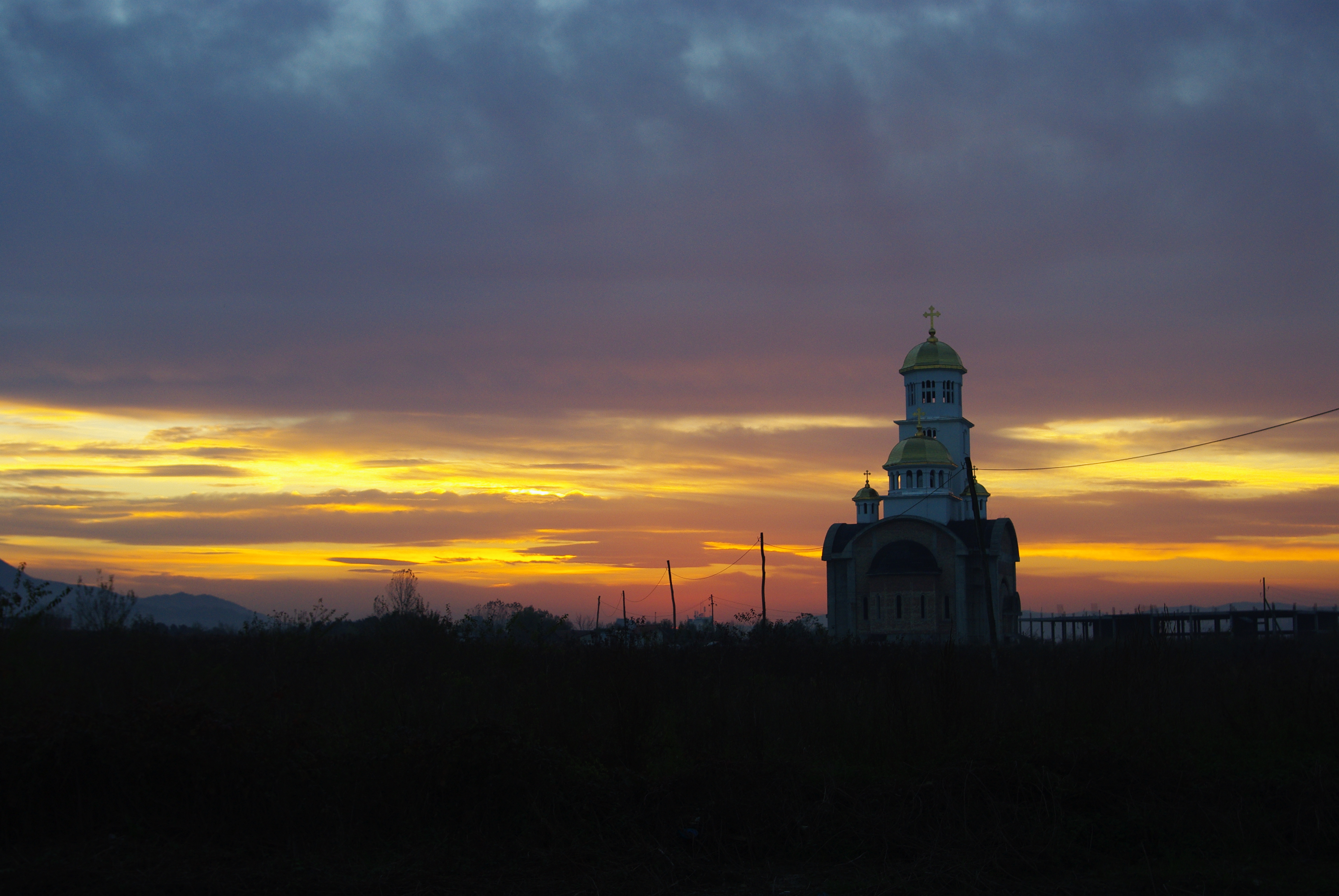
Die Kirche von Osten

Die Christi-Himmelfahrts-Kirche befindet sich auf einem kleinen Hügel nordwestlich des Zentrums der westserbischen Stadt, Loznica, die eine Grenzstadt Serbiens zu Bosnien und Herzegowina ist. 
Das Gotteshaus steht an der Straße Ulica Stojana Glavaša nördlich vom Flüsschen Štira, einem rechten Nebenfluss der, Drina. Neben der Kirche wurde ein großes Pfarrhaus erbaut. 
Nahe der Kirche befinden sich das Krankenhaus, das Feuerwehrhaus, ein Stadtpark, ein Schwimmbad, ein Sportzentrum und der Sitz des städtischen Fußballclubs FK Loznica.

## Geschichte und Architektur
Die Pfarrei von Loznica hatte im Juni 2002 mit dem Bau der neuen orthodoxen Kirche, auf dem ehemaligen Anwesen des serbischen Sprachreformers, Vuk Stefanović Karadžić, in der Stadtsiedlung, Lagator begonnen, nachdem der Stadtrat von Loznica der Kirche 50 Hektar Bauland kostenlos übereignet hatte. Vor Baubeginn am Christi-Himmelfahrts-Tag 2001, segnete der damalige Bischof der Eparchie Šabac, Lavrentije, die Stelle, wo die Kirche errichtet werden sollte. Den Bau der Kirche übernahm die aus Loznica stammende Baufirma Zidar. 2003 wurde das Fundament der Kirche vom Bischof, Lavrentije, geweiht. 
Der 45 Meter hohe Kirchturm ist aufgrund seiner Lage sogar von der, Republika Srpska, aus sichtbar. Im Jahr 2006 wurden fünf Glocken mit einem Gesamtgewicht von 1,7 Tonnen eingebaut, wobei die größte 750 und die kleinste 80 Kilogramm wiegt.
Am 27. Mai 2009 wurde auf der Kuppel des Kirchturmes, ein vergoldetes Kreuz, mit einer Höhe von 5 Metern und einem Gewicht von 700 Kilogramm angebracht, sowie drei weitere Kirchkreuze. 
Die Kirche besitzt seit 2005 einige Fresken und Ikonen. Jedoch muss noch der Großteil der Fresken und der Ikonostase gemalt bzw. fertiggestellt werden.
Auch wenn die Kirche nicht fertiggestellt ist, finden Gottesdienste, Hochzeiten und Taufen statt.
Die Kirche wird im byzantinischen Stil mit vier Kuppeln errichtet. Anfangs sollte die Kirche eine Nutzfläche von 600 m² erhalten. Nach Umplanungen erhält sie mehr als 1000 m² Nutzfläche auf zwei Etagen und ist 41 Meter hoch. Die Baukosten betragen über vier Millionen Euro. Erzpriester der Kirche ist Milan Aleksić, der auch die Bauarbeiten leitet.
Auch wurde ein Vierstöckiges Pfarrhaus, sowie ein geistliches Zentrum, von einer Fläche von 4000 m² erbaut. Dieses besitzt neben Wohnungen für den Priester und seine Familie eine Kapelle, eine Bibliothek, eine Kanzlei zur Religionslehre, ein Kirchengeschäft und eine Wohnung für den Bischof.